# مت بانر
متیو رابرت بانر (به انگلیسی: Matthew Robert Bonner) متولد ۱۹۸۰ بازیکن امریکایی حرفه‌ای ان بی ای است.
او در سال ۲۰۱۰ تابعیت کشور کانادا را از طریق همسر خود گرفت و پس از مدتی در ایتالیا و تورنتو رپترز، از سال ۲۰۰۶ تا کنون با تیم سن آنتونیو اسپرز توپ زده است.
مهارت وی در حرکات ارتباطی و توپهای ۳ امتیازیست.